# Gastenfelden (Buch am Wald)

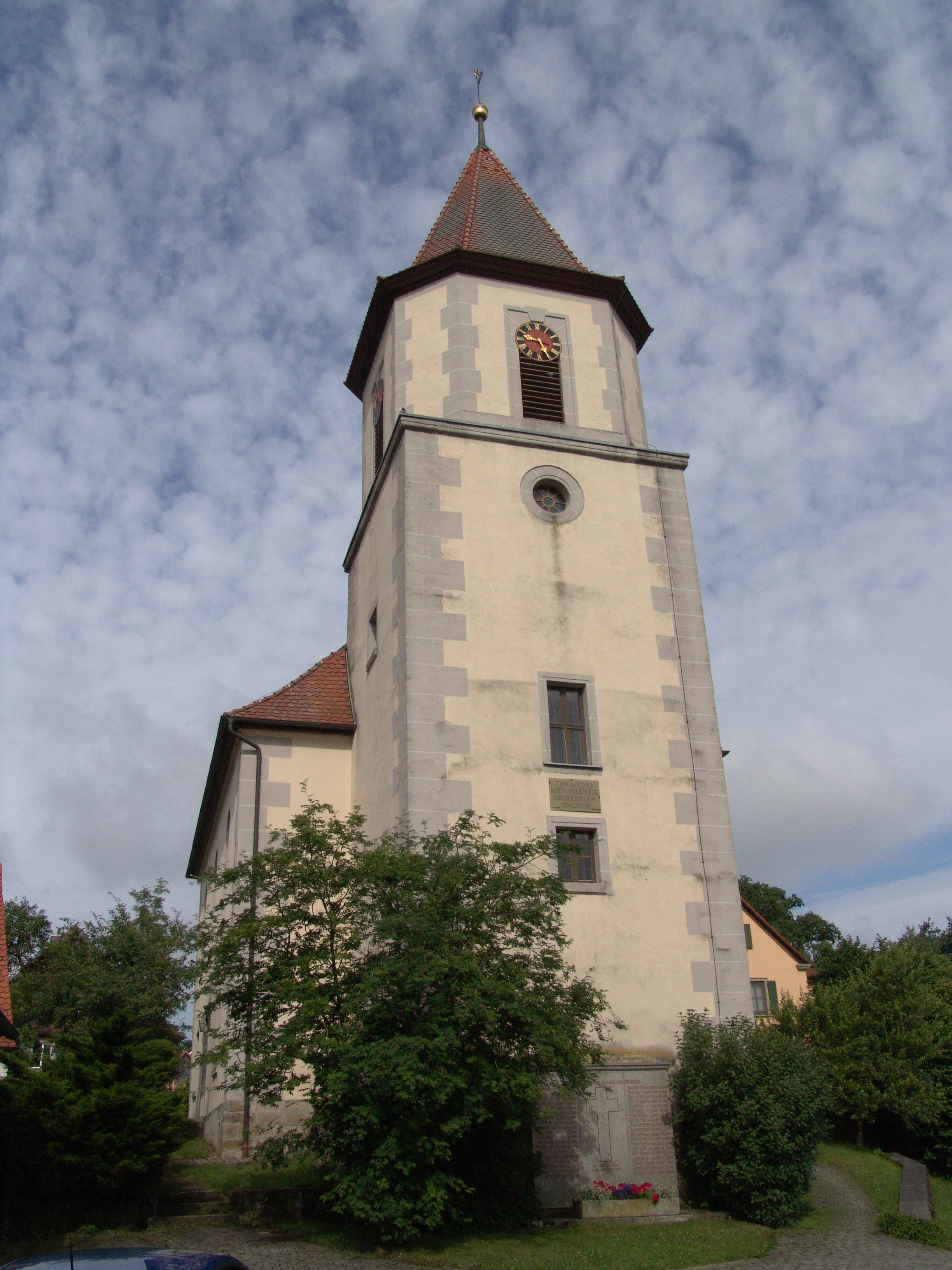
St. Maria Magdalena

Gastenfelden ist ein Gemeindeteil der Gemeinde Buch am Wald im Landkreis Ansbach (Mittelfranken, Bayern). Die Gemarkung Gastenfelden hat eine Fläche von 12,258 km². Sie ist in 971 Flurstücke aufgeteilt, die eine durchschnittliche Fläche von 12.623,83 m² haben. In ihr liegen neben dem namensgebenden Ort die Gemeindeteile Froschmühle, Gaishof, Schönbronn, Schweikartswinden, Sengelhof und Traisdorf.

## Geografie
Das Pfarrdorf liegt am Gastenfelder Bach, der mit dem Traisdorfer Bach und dem Froschbächlein zum Hagenbach zusammenfließt. Im Nordwesten grenzt ein Naturschutzgebiet an. Dort befindet sich eine ehemalige Tongrube, die als Geotop ausgezeichnet ist. Die Kreisstraße AN 5 führt nach Stilzendorf (2,7 km südlich) bzw. zur Staatsstraße 2249 (0,8 km nordöstlich). Die Kreisstraße AN 34 führt nach Traisdorf (1 km südlich). Eine Gemeindeverbindungsstraße führt die St 2249 kreuzend nach Morlitzwinden (1,7 km nördlich).

## Geschichte
Im 16-Punkte-Bericht des brandenburg-ansbachischen Oberamts Colmberg von 1608 wurden für Gastenfelden 10 Anwesen mit 11 Mannschaften verzeichnet: 2 Anwesen unterstanden der Pfarrei Gastenfelden und 8 Anwesen dem hohenlohischen Amt Schillingsfürst. Das Hochgericht übte das brandenburg-ansbachische Vogtamt Colmberg aus.
Nach dem Dreißigjährigen Krieg fanden in dem Ort etliche evangelische Exulanten aus Österreich eine neue Heimat, die ihre Heimat aus konfessionellen Gründen hatten verlassen müssen.
Im 16-Punkte-Bericht des Oberamts Colmberg von 1681 wurden für Gastenfelden 14 Mannschaften verzeichnet. Die 12 Anwesen nördlich des Bachs fraischten nach Colmberg, die 2 Anwesen südlich des Baches nach Hohenlohe-Schillingsfürst. Hohenlohe-Schillingsfürst hatte das Hochgericht der Colmberger bis 1710 strittig gemacht.
Gegen Ende des 18. Jahrhunderts gab es in Gastenfelden 17 Anwesen (3 Höfe, 3 Halbhöfe, 5 Köblergüter, 1 Köblergut mit Schmiedgerechtigkeit, 1 Wirtshaus, 1 halbes Köblergut, 3 Häuser; die Abgaben zweier Köblergüter gingen an die Pfarrei Gastenfelden). Der Gastenfelder Bach bildete die Fraischgrenze. Nördlich des Bachs übte das Vogtamt Colmberg das Hochgericht aus, südlich des Bachs das Amt Schillingsfürst. Die Dorf- und Gemeindeherrschaft und die Grundherrschaft über alle Anwesen hatte das Amt Schillingsfürst. Neben den Anwesen gab es noch herrschaftliche Gebäude (Zehntstadel), kirchliche Gebäude (Kirche, Kirchhof) und kommunale Gebäude (Hirtenhaus, Schulhaus). Von 1797 bis 1808 unterstand der Ort dem Justizamt Leutershausen und Kammeramt Colmberg.
Mit dem Gemeindeedikt (frühes 19. Jahrhundert) wurde der Steuerdistrikt Gastenfelden gebildet. Zu diesem gehörten Froschmühle, Gaishof, Schönbronn, Schweikartswinden, Sengelhof, Speierhof und Traisdorf gehörten. Zugleich entstand die Ruralgemeinde Gastenfelden, die deckungsgleich mit dem Steuerdistrikt war. Sie war in Verwaltung und Gerichtsbarkeit dem Herrschaftsgericht Schillingsfürst zugeordnet (1840 in das Landgericht Schillingsfürst umgewandelt) und in der Finanzverwaltung dem Rentamt Colmberg. Ab 1824 gehörte Gastenfelden zum Rentamt Rothenburg ob der Tauber (1919 in Finanzamt Rothenburg ob der Tauber umbenannt). Speierhof wurde noch vor 1840 nach Kirnberg umgemeindet. Ab 1862 übernahm das neu gebildete Bezirksamt Rothenburg ob der Tauber die Verwaltung (1939 in Landkreis Rothenburg ob der Tauber umbenannt). In der Gerichtsbarkeit blieb das Landgericht Schillingsfürst zuständig (1879 in Amtsgericht Schillingsfürst umbenannt), von 1928 bis 1973 war es das Amtsgericht Rothenburg ob der Tauber. Die Gemeinde Gastenfelden hatte 1964 eine Gebietsfläche von 12,312 km². Im Zuge der Gebietsreform in Bayern wurde Gastenfelden am 1. Januar 1974 nach Buch am Wald eingemeindet.

### Baudenkmäler
- Evangelisch-lutherische Pfarrkirche St. Maria Magdalena, Markgrafenkirche mit Ostturm, Langhaus und oberem Turmgeschoss 1793/94, Turmuntergeschosse 1417; mit Ausstattung.[16]
- Friedhof: Friedhofsmauer, Sandsteinquaderbau mit Torpfosten, Gittertor, neugotisch, Ende 19. Jahrhundert.[16]

### Einwohnerentwicklung
Gemeinde Gastenfelden
| Jahr      | 1818   | 1840   | 1852   | 1855   | 1861   | 1867   | 1871   | 1875   | 1880   | 1885   | 1890   | 1895   | 1900   | 1905   | 1910   | 1919   | 1925   | 1933   | 1939   | 1946   | 1950   | 1952   | 1961   | 1970   |
| Einwohner | 449    | 430    | 459    | 449    | 462    | 454    | 454    | 464    | 448    | 445    | 421    | 419    | 396    | 396    | 396    | 427    | 443    | 418    | 377    | 532    | 526    | 493    | 381    | 340    |
| Häuser    | 80     | 72     |        |        |        |        | 86     |        |        | 78     | 84     |        | 83     |        |        |        | 72     |        |        |        | 77     |        | 76     |        |
| Quelle    | [ 12 ] | [ 18 ] | [ 19 ] | [ 19 ] | [ 20 ] | [ 21 ] | [ 22 ] | [ 23 ] | [ 24 ] | [ 25 ] | [ 26 ] | [ 19 ] | [ 27 ] | [ 19 ] | [ 28 ] | [ 19 ] | [ 29 ] | [ 19 ] | [ 19 ] | [ 19 ] | [ 30 ] | [ 19 ] | [ 14 ] | [ 31 ] |

Ort Gastenfelden
| Jahr      | 001818 | 001840 | 001861 | 001871 | 001885 | 001900 | 001925 | 001950 | 001961 | 001970 | 001987 |
| Einwohner | 112    | 147    | 124    | 137    | 118    | 129    | 138    | 160    | 110    | 94     | 102    |
| Häuser    | 19     | 21     |        |        | 23     | 23     | 21     | 22     | 22     |        | 23     |
| Quelle    | [ 12 ] | [ 18 ] | [ 20 ] | [ 22 ] | [ 25 ] | [ 27 ] | [ 29 ] | [ 30 ] | [ 14 ] | [ 31 ] | [ 1 ]  |

## Religion
Der Ort ist seit der Reformation evangelisch-lutherisch geprägt und Sitz der Pfarrei St. Maria Magdalena. Die Einwohner römisch-katholischer Konfession sind nach Kreuzerhöhung (Schillingsfürst) gepfarrt.